# Takekoshi Yosaburō

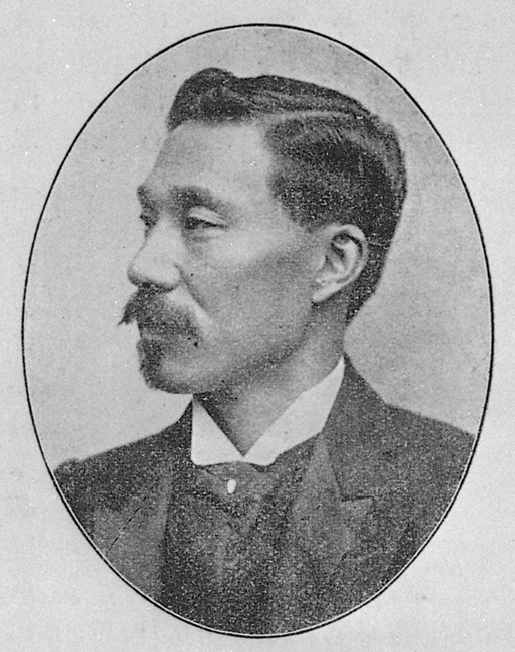
Takegoshi Yosaburō

Takekoshi Yosaburō (japanisch 竹越 与三郎, auch Takegoshi Yosaburō gelesen; geboren 22. November 1865 in Honjō-juku (本庄宿) in der Provinz Musashi; gestorben 12. Januar 1950 in Tōkyō) war ein japanischer Historiker und Politiker.

## Leben und Wirken
Takekoshi Yosaburō wurde als zweiter Sohn des Kiyono Sensaburō (清野 仙三郎) geboren. 1880 ging er nach Tōkyō und studierte der Keiō Gijuku (慶應義塾), der Vorläufereinrichtung der Keiō-Universität unter Nakamura Keiu (中村敬宇; 1831–1891) und Fukuzawa Yukichi. 1883 wurde er von seinem Onkel Takekoshi Tōhei (竹越 藤平) adoptiert. Während er als Journalist für die liberale „Jiji shimpō“ (時事新報) und andere Zeitungen arbeitete, wurde der Politiker Saionji Kimmochi auf ihn aufmerksam und beschäftigte ihn als Herausgeber seines Magazins „Japan in der Welt“ (世界の日本, Sekai no Nihon). Auf Empfehlung Saionjis arbeitete er dann für das Kultusministerium.
1902 wurde Takekoshi in das Unterhaus des Reichstags als Vertreter der Rikken Seiyūkai gewählt und wurde dann viermal wiedergewählt. 1923 wechselte er ins Oberhaus und 1940 wurde er Mitglied im Geheimen Staatsrat. Takekoshi starb 1950 zu Hause in Tōkyō.
Seinen Ruf als Historiker begründete Takekoshi mit seiner „Neuen Geschichte Japans“ (新日本史, Shin Nihon-shi) aus den Jahren 1891 bis 1892. Sein Hauptwerk ist die „Wirtschaftsgeschichte Japans“ (日本経済史, Nihon keizai-shi).